# Chevrolet Monte Carlo
De Chevrolet Monte Carlo is een tweedeurs coupé die geproduceerd werd door de Chevrolet-divisie van General Motors. De Monte Carlo, die zijn naam ontleent aan de stad in Monaco, werd op de markt gebracht als de eerste personal luxury car van het merk Chevrolet. De modellijn werd tussen 1970 en 2007 geproduceerd over zes generaties, met een onderbreking van 1989 tot 1994. De Monte Carlo was gedurende de gehele productie nauw verwant aan de Pontiac Grand Prix.
De eerste en tweede generatie werden samen met de Grand Prix gebouwd op het A-body onderstel met achterwielaandrijving. De wagens werden aangedreven door grote V8-motoren met een cilinderinhoud van 5,7 tot 7,44 liter. De introductie van de derde generatie Monte Carlo in 1978 bracht een serieuze inkrimping met zich mee ten opzichte van de vorige generatie. Onder invloed van de eerste oliecrisis werden kleinere V6-motoren met een cilinderinhoud van 3,3 tot 4,3 liter geïntroduceerd en werd de cilinderinhoud van de V8-motoren beperkt tot 4,4 tot 5,7 liter. In 1980 kwam de vierde generatie op de markt, het motorenaanbod bleef ongewijzigd. Het A-body onderstel werd hernoemd in het G-body onderstel nadat General Motors in 1982 het nieuwe A-body onderstel met voorwielaandrijving introduceerde. In 1988 werd de Monte Carlo vervangen door de tweedeurs Chevrolet Lumina.
In 1994 werd de Monte Carlo nieuw leven ingeblazen, ter vervanging van de Lumina coupé. De vijfde generatie Monte Carlo maakte gebruik van het W-body onderstel met voorwielaandrijving en werd wederom de grootste coupé in het aanbod van Chevrolet. In 2000 kwam de zesde en laatste generatie op de markt. Door de dalende verkoopcijfers werd de productie van de Monte Carlo in 2007 gestopt.
Tijdens een groot deel van zijn productie werd de Monte Carlo door Chevrolet gebruikt in de stockcar-racerij.

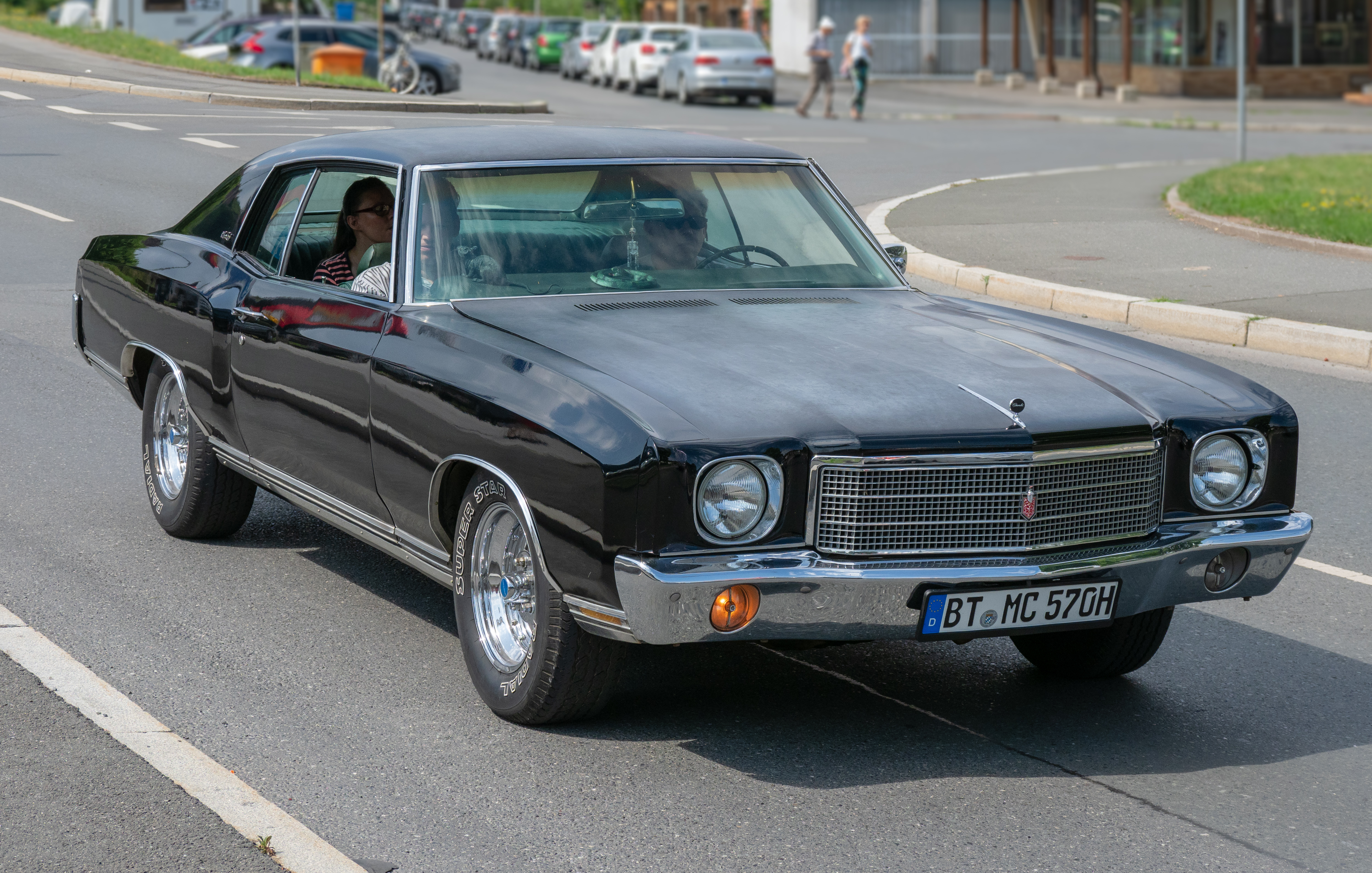
Eerste generatie (1970-1972)
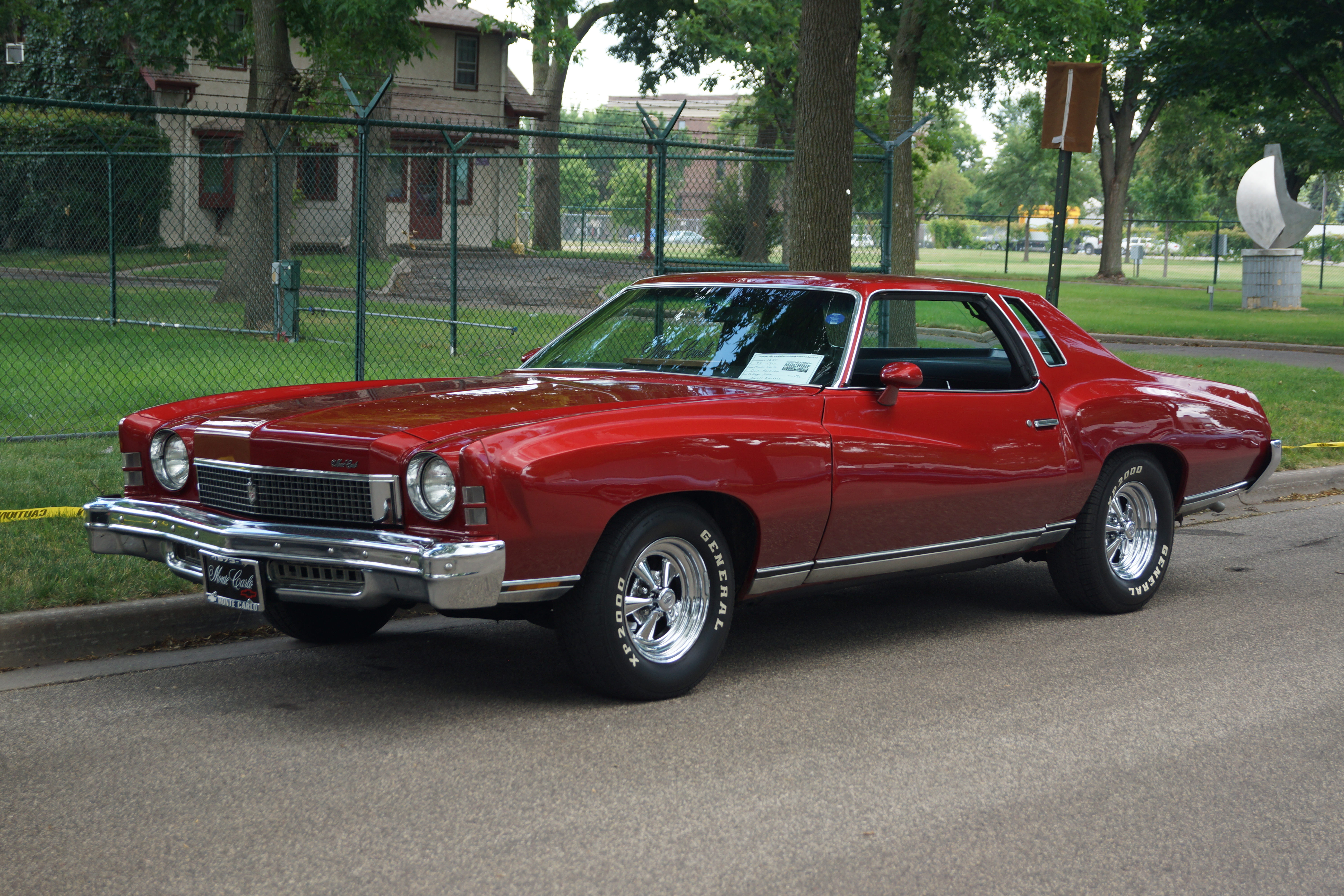
Tweede generatie (1973-1977)
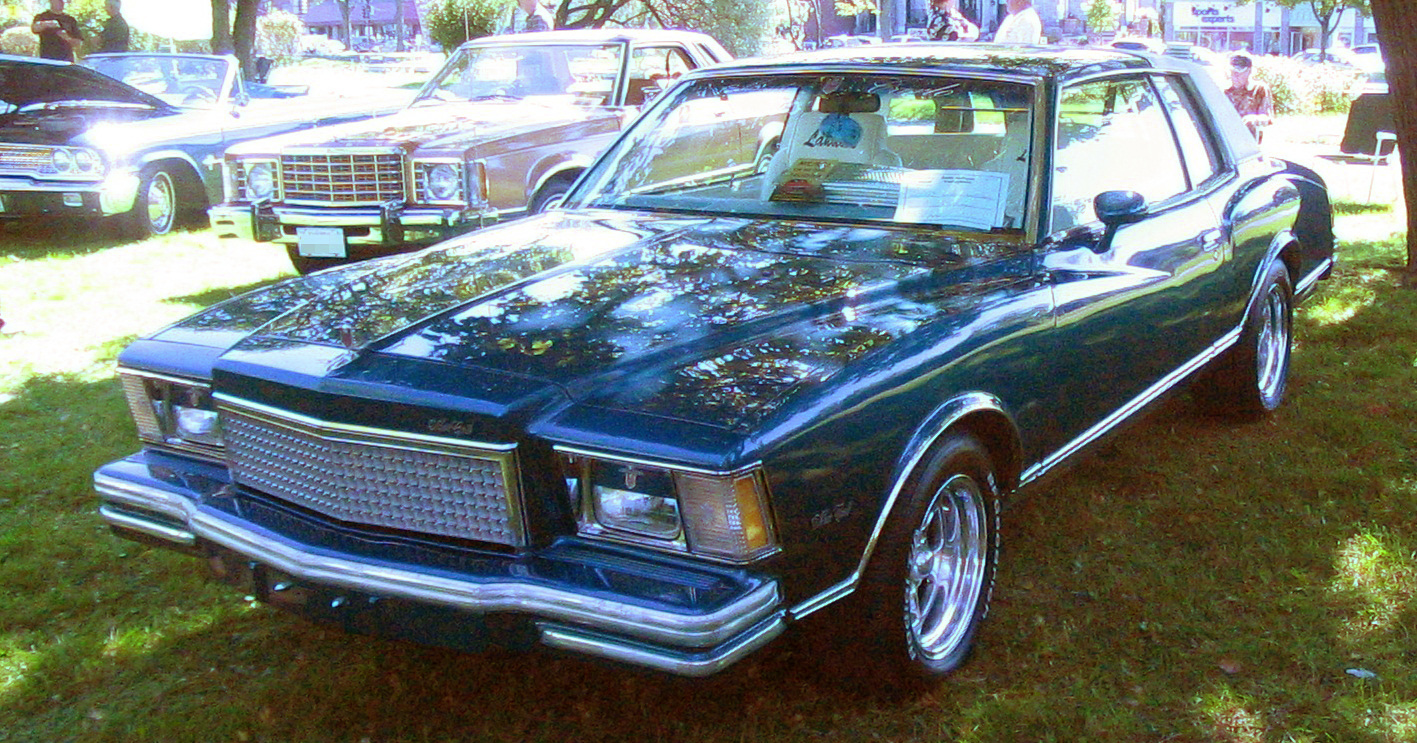
Derde generatie (1978-1980)
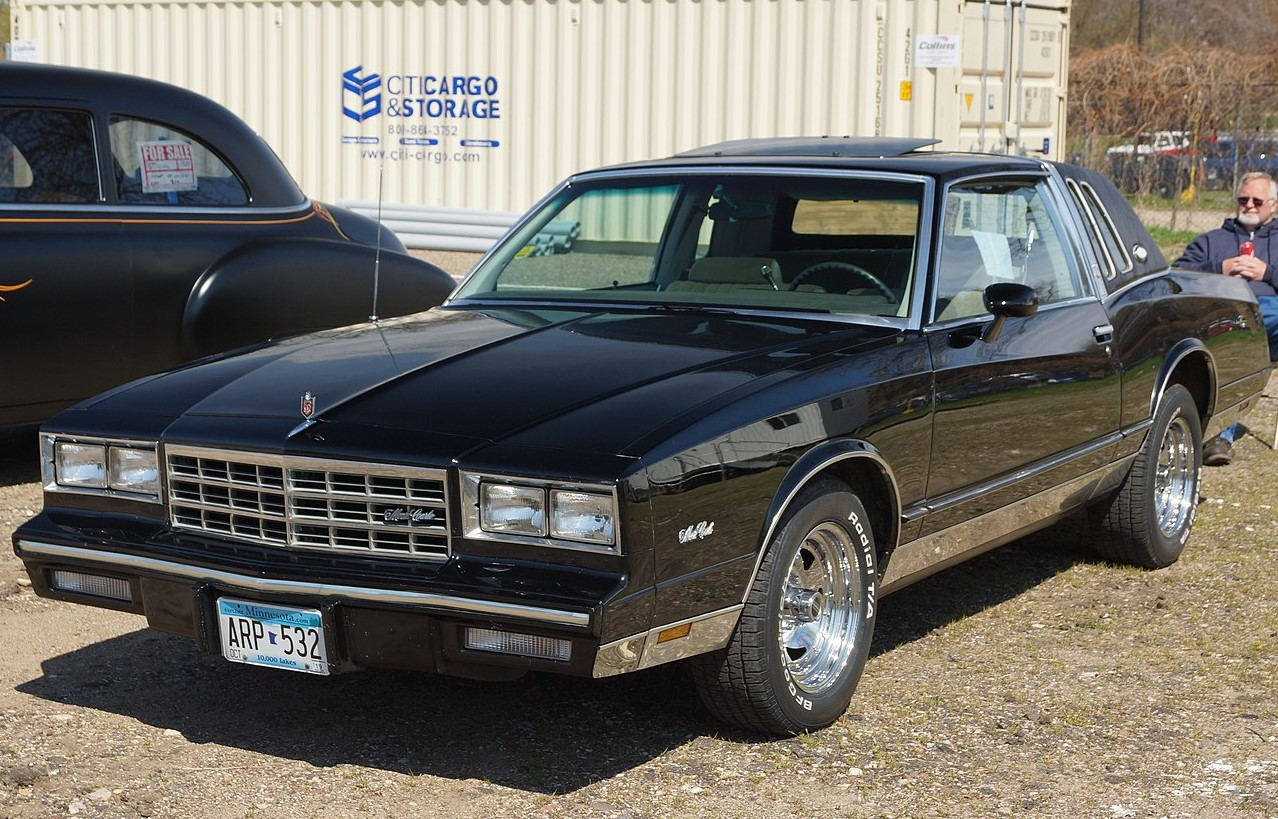
Vierde generatie (1981-1988)
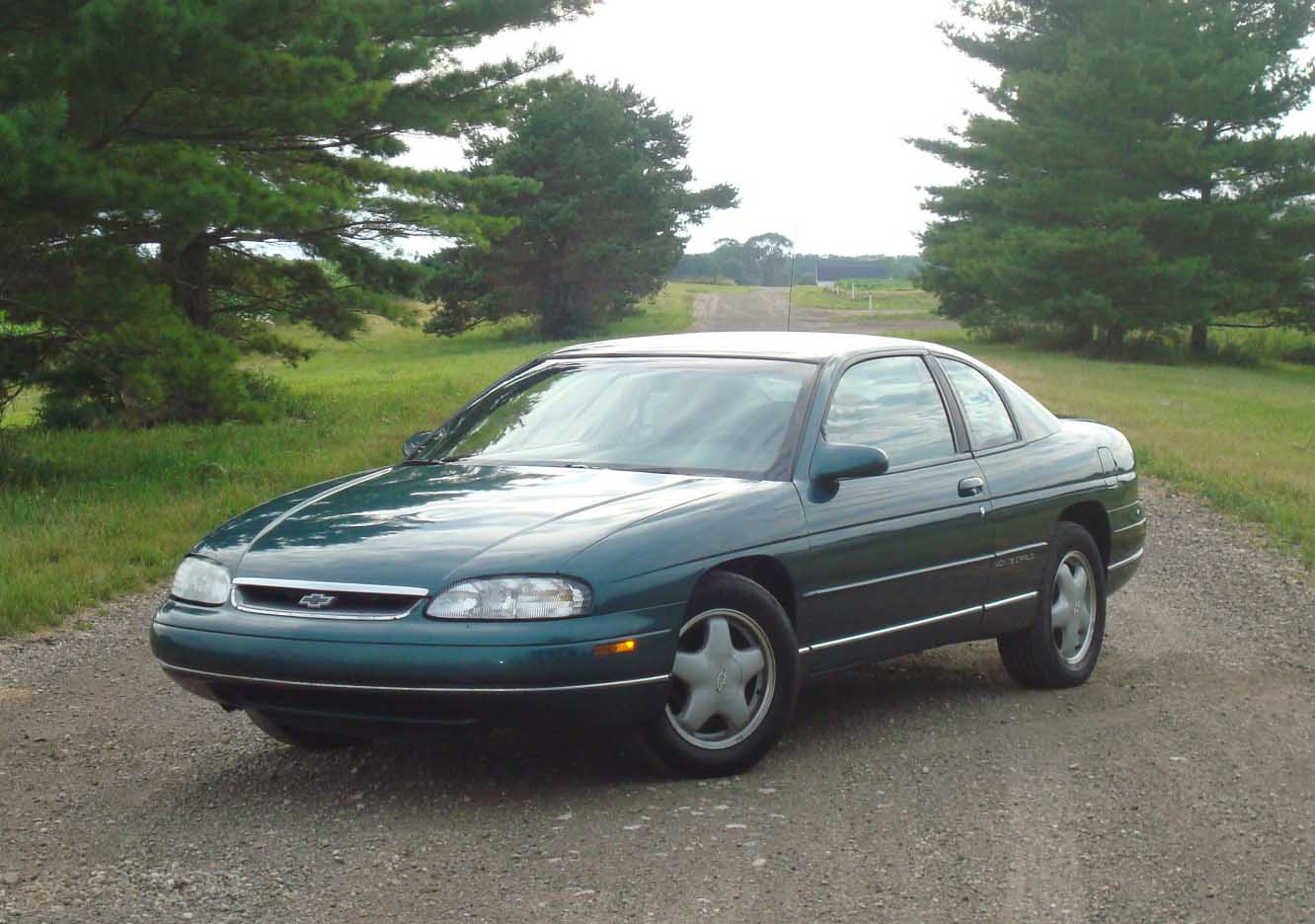
Vijfde generatie (1995-1999)
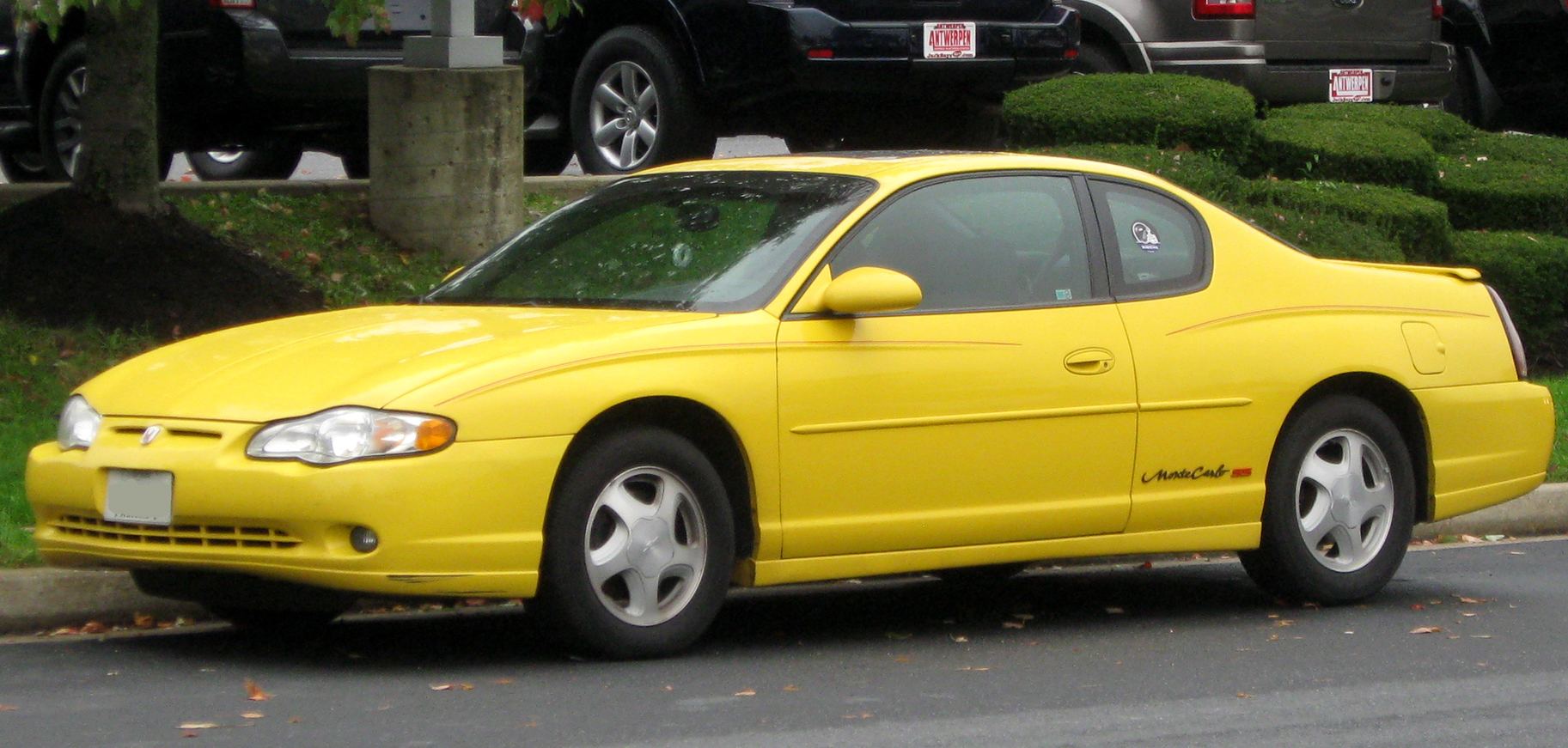
Zesde generatie (2000-2007)
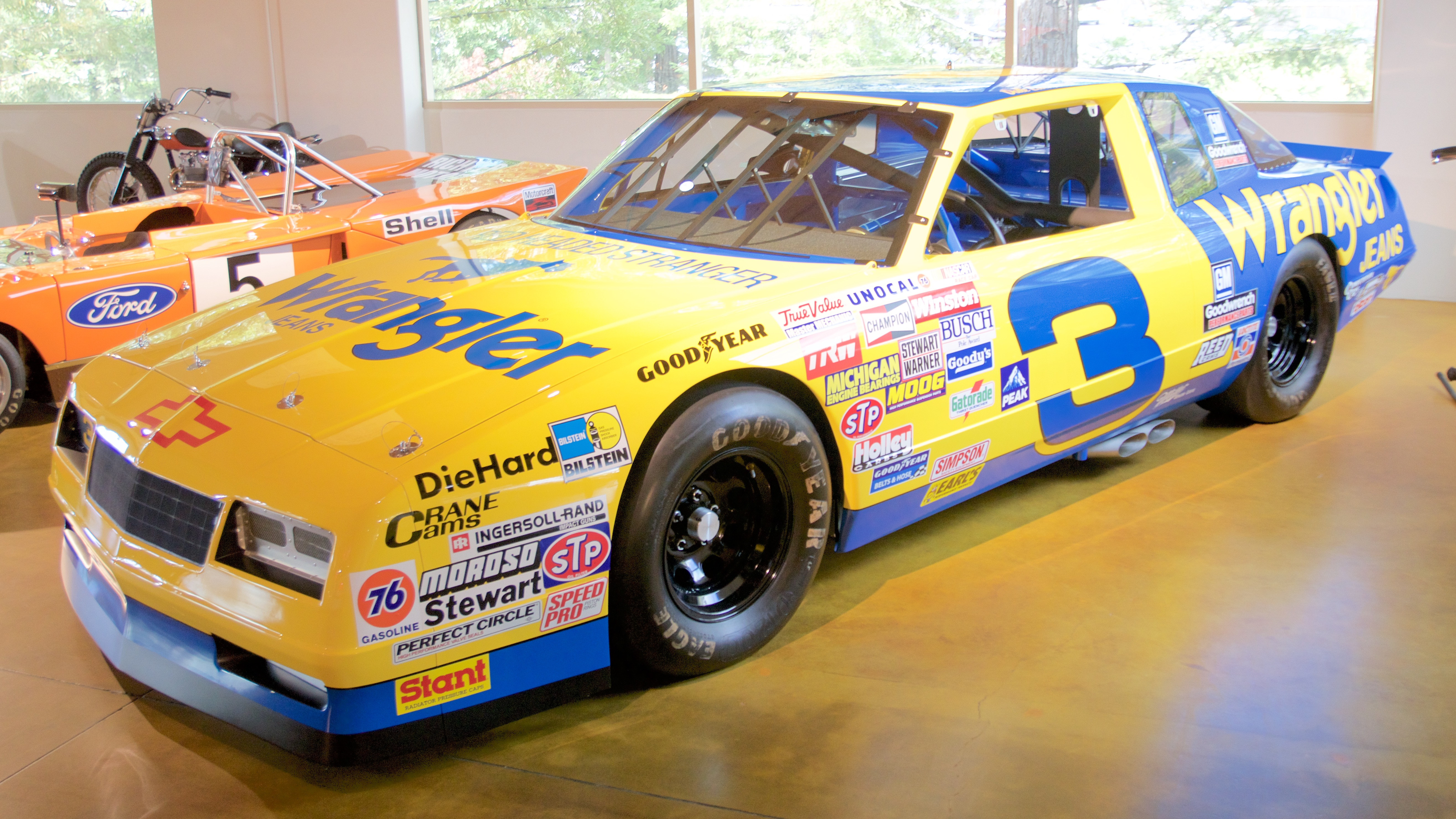
NASCAR Monte Carlo (1984)
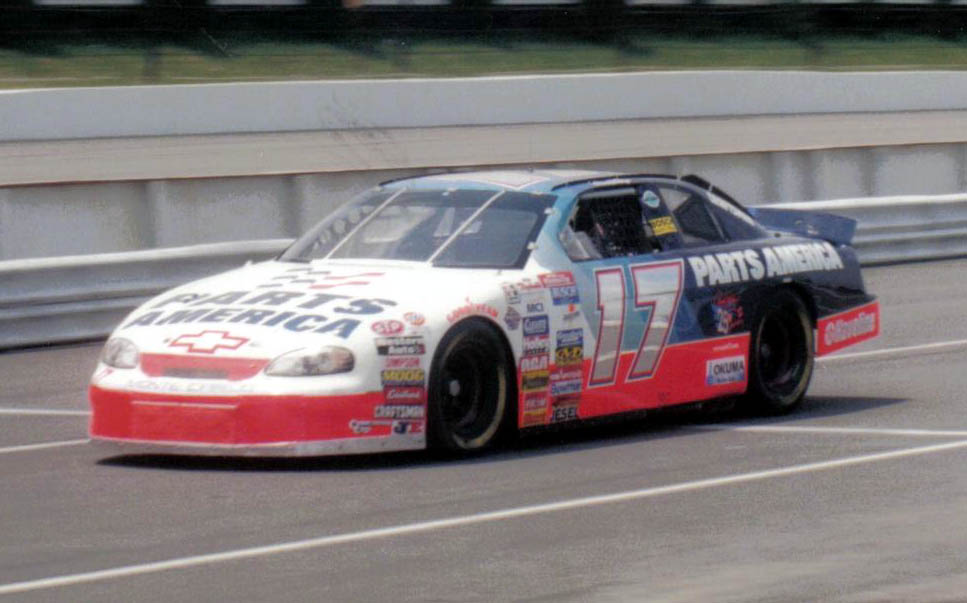
NASCAR Monte Carlo (1997)